# 永島勝利
永島 勝利（ながしま かつとし、1967年〈昭和42年〉11月10日 - ）は、日本の総務官僚。

## 来歴
東京都出身。東京大学大学院理学系研究科修了。1992年（平成4年）、総務庁に入庁。入庁後、統計局統計調査部消費統計課物価統計室長、同局統計情報システム課長、同局統計調査部消費統計課長、同部経済基本構造統計課長、統計委員会担当室次長（政策統括官付）、内閣官房統計改革推進室参事官、統括改革実行推進室参事官（政策統括官付）、統計局統計調査部調査企画課長、同局総務課長などを歴任。
2022年（令和4年）6月28日、統計研究研修所長に就任。
2023年（令和5年）7月7日、統計局統計調査部長に就任。統計調査部長として「令和6年全国家計構造調査」の実施にあたった。
2025年（令和7年）7月1日、統計局長に就任。

#### リスト
1. ↑  [4][5][6][7][8][9]